# مقاطعة ثابا-تسيكا
ثابا-تسيكا هي مقاطعة من مقاطعات ليسوتو.تغطي مساحة 4270 كم مربع ويقدر سكانها في 2006 ب129137 نسمة.ثابا-تسيكا هي عاصمة المقاطعة أو الكامبتاون الخاصة بها.وهي المدينة الوحيدة فيها.

## الجغرافيا
تحد ثابا-تسيكا في الشرق بجنوب أفريقيا تحديدا محافظة كوازولو ناتال .محليا تحد عدة مقاطعات هي :
- مقاطعة موخوتلنغ-من الشمال الشرقي
- مقاطعة لريب-من الشمال
- مقاطعة بيريا-من الشمال الغربي
- مقاطعة ماسيرو-من الغرب
- مقاطعة موهيلز هوك-من الجنوب الغربي
- مقاطعة قاخاز نك-من الجنوب

## المناخ
يظهر الجدول التالي التغييرات المناخية على مدار السنة لمقاطعة ثابا-تسيكا:
| البيانات المناخية لـمقاطعة ثابا-تسيكا | البيانات المناخية لـمقاطعة ثابا-تسيكا | البيانات المناخية لـمقاطعة ثابا-تسيكا | البيانات المناخية لـمقاطعة ثابا-تسيكا | البيانات المناخية لـمقاطعة ثابا-تسيكا | البيانات المناخية لـمقاطعة ثابا-تسيكا | البيانات المناخية لـمقاطعة ثابا-تسيكا | البيانات المناخية لـمقاطعة ثابا-تسيكا | البيانات المناخية لـمقاطعة ثابا-تسيكا | البيانات المناخية لـمقاطعة ثابا-تسيكا | البيانات المناخية لـمقاطعة ثابا-تسيكا | البيانات المناخية لـمقاطعة ثابا-تسيكا | البيانات المناخية لـمقاطعة ثابا-تسيكا | البيانات المناخية لـمقاطعة ثابا-تسيكا |
| الشهر                                 | يناير                                 | فبراير                                | مارس                                  | أبريل                                 | مايو                                  | يونيو                                 | يوليو                                 | أغسطس                                 | سبتمبر                                | أكتوبر                                | نوفمبر                                | ديسمبر                                | المعدل السنوي                         |
| ------------------------------------- | ------------------------------------- | ------------------------------------- | ------------------------------------- | ------------------------------------- | ------------------------------------- | ------------------------------------- | ------------------------------------- | ------------------------------------- | ------------------------------------- | ------------------------------------- | ------------------------------------- | ------------------------------------- | ------------------------------------- |
| متوسط درجة الحرارة الكبرى °ف          | 73                                    | 75                                    | 68                                    | 63                                    | 61                                    | 55                                    | 55                                    | 63                                    | 66                                    | 73                                    | 73                                    | 75                                    | 67                                    |
| متوسط درجة الحرارة الصغرى °ف          | 52                                    | 52                                    | 46                                    | 39                                    | 39                                    | 34                                    | 32                                    | 41                                    | 41                                    | 48                                    | 50                                    | 52                                    | 44                                    |
| معدل هطول الأمطار إنش                 | 3.9                                   | 1.9                                   | 3.9                                   | 1.3                                   | 0.6                                   | 1.3                                   | 0                                     | 0.2                                   | 0.7                                   | 1.7                                   | 4.1                                   | 5.9                                   | 25.2                                  |
| متوسط درجة الحرارة الكبرى °م          | 23                                    | 24                                    | 20                                    | 17                                    | 16                                    | 13                                    | 13                                    | 17                                    | 19                                    | 23                                    | 23                                    | 24                                    | 19                                    |
| متوسط درجة الحرارة الصغرى °م          | 11                                    | 11                                    | 8                                     | 4                                     | 4                                     | 1                                     | 0                                     | 5                                     | 5                                     | 9                                     | 10                                    | 11                                    | 7                                     |
| معدل هطول الأمطار مم                  | 99                                    | 47                                    | 98                                    | 33                                    | 14                                    | 33                                    | 0                                     | 5                                     | 17                                    | 42                                    | 104                                   | 151                                   | 641                                   |
| المصدر #1:                            |                                       |                                       |                                       |                                       |                                       |                                       |                                       |                                       |                                       |                                       |                                       |                                       |                                       |
| المصدر #2:                            |                                       |                                       |                                       |                                       |                                       |                                       |                                       |                                       |                                       |                                       |                                       |                                       |                                       |